# Tonny van Renterghem
Tonny van Renterghem (Amsterdam, 28 juni 1919 – Sequim, 19 juli 2009) was een Nederlands schrijver, die tijdens de Tweede Wereldoorlog actief was in het verzet en oprichter was van de illegale fotogroep De Ondergedoken Camera, die veel belangrijke oorlogsfoto's maakte.

## Biografie

### Jonge jaren
Hij was een zoon van voetballer en tandarts Toine van Renterghem en de Belgische generaalsdochter Marguerite Warnant.
Van Renterghem volgde de HBS aan het Amsterdams Lyceum en het Hervormd Lyceum te Amsterdam, waar hij het eindexamen behaalde. Hij volgde daarna de opleiding aan de School Reserve Officieren der Cavalerie (SROC) in Amersfoort onder commandant Charles Pahud de Mortanges. Daarna deed hij de officiersopleiding onder bevelhebber luitenant-kolonel J.J. Teding van Berkhout (1886-1944).

### Tweede Wereldoorlog
Tijdens de Duitse aanval op Nederland was Van Renterghem kornet en commandant van het tweede peloton van het tweede eskadron van het eerste Regiment Huzaren Motorrijder (1-RHM) bij de cavalerie van het Nederlandse leger, waarin hij acht jaar diende, inclusief de vijf jaren in het verzet tijdens de Duitse bezetting.
Van 10 mei tot en met 14 mei 1940 voerde hij zijn peloton aan in man-tegen-mangevechten met de Duitse parachutisten in de regio Den Haag.
Na de capitulatie kwam Van Renterghem via leerlingen van het Amsterdams Lyceum en vrienden uit het leger en de marine in contact met de verzetsgroep de Ordedienst (OD). Kopstukken van de eerste OD-groep waren Pierre Versteegh en jonkheer Joan Schimmelpenninck. Van Renterghem werd in 1940 actief als verzetsman voor de OD. Hij begon samen te werken met een aantal jonge militairen in Den Haag, zoals de kornet van de cavalerie Fritjof Dudok van Heel en adelborst Kick Overhoff.
Van Renterghem werd ter dood veroordeeld met de eerste OD-groep in 1942, maar wist aan de Duitsers te ontsnappen. Hij kreeg les van de ondergedoken Duits-joodse regisseur dr. Ludwig Berger; zij begonnen een toneelgroep aan de Vondelstraat in Amsterdam. Nadat de OD in 1944 met de Binnenlandse Strijdkrachten (BS) samensmolt tot OD/BS, werd Van Renterghem chef-staf over het OD/BS Gewest 10-Z (Amsterdam-Zuid) onder majoor J.H. Claus en commandant BS Amsterdam C.F. Overhoff.
Van Renterghem was samen met Fritz Kahlenberg initiatiefnemer van De Ondergedoken Camera. Hij organiseerde de tentoonstellingen van deze illegale fotogroep.

### Naar de Verenigde Staten
In 1948 emigreerde Van Renterghem naar het zuiden van Californië in de Verenigde Staten, waar hij werkte als schrijver, cameraman, adviseur en assistent van de regisseur George Stevens. Hij werd in Hollywood adviseur op technisch en historisch gebied en werkte mee aan de film The Diary of Anne Frank; Jesus of Nazareth en het filmepos The Greatest Story Ever Told, waarvoor hij vier jaar historisch onderzoek deed. Hij hielp het onderzoekscentrum van Simon Wiesenthal met de naspeuringen naar de nazi-misdadiger Josef Mengele. Hij was pro bono researchdirecteur voor de stichting C.A.N.D.L.E.S, gewijd aan de overlevenden van de experimenten met tweelingen in Auschwitz van dr. Josef Mengele. Van Renterghem was medeoprichter en eerste directeur van "Bud Day Chapter 108, Northern Arizona Veterans for Peace" en hij was medeoprichter van de "North Olympic Peninsula Chapter of Veterans for Peace".
Van Renterghem was vanaf 1977 getrouwd met de Amerikaanse actrice Susanne Severeid, met wie hij tussen 1990 en 2000 in Zandvoort woonde en daarna weer in de Verenigde Staten. Het echtpaar heeft één zoon, Pablo. Van Renterghem schreef "When Santa was a Shaman - The Ancient Origins of Santa Claus and the Christmas Tree", over de oorsprong van de figuur Santa Claus. Vanaf 2007 werkte hij op verzoek van Uitgeverij Conserve aan zijn memoires. Net na het voltooien van het manuscript overleed hij op 19 juli 2009 in zijn slaap op negentigjarige leeftijd in zijn huis in Sequim in de Verenigde Staten.
Na zijn dood werd de "Veterans for Peace Chapter 139 van de North Olympic Peninsula" naar hem vernoemd: "Tony van Renterghem Veterans for Peace Chapter 139".

## Onderscheidingen
- Oorlogsherinneringskruis
- Verzetsherdenkingskruis
- Mobilisatie-Oorlogskruis
- Herinneringsinsigne Binnenlandse Strijdkrachten 1944-1945
- Yad Vashem-onderscheiding